# Apomys magnus
Apomys magnus es una especie de roedor de la familia Muridae.

## Distribución geográfica
Son endémicos de los montanos de Luzón (Filipinas). 